# 森林寶穴
森林寶穴（英語：Jungle Pocket），是日本純種競賽馬匹。生涯活躍於中距離賽事，總戰績為13戰5勝，名次分佈為5-3-2-3，勝場當中包含2001年東京優駿（日本打吡）及日本盃，令其成爲同年度的最佳3歲雄馬及日本馬王。2003年1月正式退役後成為社台Stallion Station的種馬。

## 出賽前
1998年5月7日出生於北海道早來町（今安平町）北部牧場，被馬主齊藤四方司購入。
其後交由栗東訓練中心練馬師渡邊榮訓練。

## 競賽生涯

### 3歲（現2歲）
2000年9月2日出戰札幌競馬場3歲新馬，比賽途中選擇一直保持於第二的位置，進入直路後以優秀的反應衝出取得領先，最終成功奪得首勝。
其後出戰札幌三歲錦標，雖然賽前僅獲得第五人氣，但於比賽途中成功跑出全場最快末腳，以破紀錄的1分49.6秒取得首個分級賽優勝。
12月23日出戰短波電台盃三歲錦標，比賽初段保持於先頭位置逐步推進，進入直路後隨即加速並衝刺至前方，但仍然未能超越不斷拉開距離的愛麗速子，最終以2 1/2馬位差距以第二吞下生涯首敗。

### 3歲[a]
2001年首戰爲共同通信盃，比賽途中繼續採取先行戰術，進入直路後仍有餘力繼續加速，最終以2馬位優秀率先衝線再下一城。
其後出戰皋月賞，賽前僅落後於彌生賞冠軍愛麗速子取得第二人氣。比賽開始後，由於其出戰漏閘的情況，無法搶佔位置之下被迫於後方追走，並於比賽途中不斷進行場距離加速爬升，於最後彎道時候經已上前至第七的中團位置。進入直路後，其隨即加速爆發速度衝出，可惜仍然落後於前方的愛麗速子及一同衝出的烈焰快駒，最終以第三完賽。
5月27日出戰東京優駿，由於強敵愛麗速子因肌腱炎缺席，其以2.3倍獨贏賠率獲得第一人氣。比賽開始後，其選擇於中團靠後位置展開推進，並於比賽途中一直保持穩定的節奏。進入直路後，其和同樣於衝出的烈焰快駒展開爭奪，兩駒均跑出全場最快末腳之下不斷超越前方賽駒。直路中段，森林寶越明顯表現出優勢，率先透出之下最終拋離對手1 1/2馬位取得首個一級賽冠軍。
入秋後其出戰札幌紀念作爲起動戰，然而初次面對年長馬匹下僅獲得第三。
其後出出戰菊花賞，但因於直路上未能對騎師角田晃一的指揮做出反應，最終無法順利加速之下以第四完賽。
11月25日出戰日本盃，於陣營商討過後決定改由來日客串的柏兆雷策騎。比賽開始後，其仍然保持於中團靠爲位置等待時機，進入直路後隨即加速衝出，最終轟出後600米34.9秒的恐怖末腳下擊破一衆年長馬匹，再度奪得一級賽冠軍。順帶一提，本次比賽亞軍、季軍、殿軍及第五名分別爲好歌劇、成田路、黃金旅程及名將戶仁，爲日本盃史上首次由日本生產馬獨佔入板的名次。
年末，由於其成功贏得打吡及於日本盃中勝過年長馬匹奪冠，其於評選中以225票當選最佳3歲雄馬，更以153票問鼎日本馬王的寶座。

### 4歲
2002年年初以阪神大賞典作爲年度首戰，於直路上雖然發揮優秀，但未能對前方的成田路造成威脅下以2馬位差距落敗得第二。
其後出戰春季天皇賞，於直路途中再度因未能超越處於前方的曼城茶座，以頸位差距落敗。
完成春季天皇賞後陣營宣佈將以寶塚紀念作爲目標，並於此賽後遠征歐洲出戰英皇佐治六世及皇后伊利沙伯鑽石錦標及凱旋門大賽。然而其於訓練途中被發現腳步有不安跡象，無奈之下放棄計劃並進入休養，其所有權亦於休養期間轉讓至吉田勝己旗下。
11月24日其於日本盃復出，狀態未完全恢復之下以第五完賽。
其後出戰有馬紀念，雖然比賽途中以良好節奏推進，但於直路上未能保持速度下最終以第七落敗。
賽後其被發現腰部筋肉疼痛且左前蹄球有發炎症狀，最終於陣營商討後決定退役。

### 詳細賽績
| 日期       | 舉辦國家 | 馬場 | 距離   | 級別 | 賽事名稱           | 負重 | 騎師     | 馬號 | 出馬 | 名次 | 時間   | 頭馬（二馬） |
| ---------- | -------- | ---- | ------ | ---- | ------------------ | ---- | -------- | ---- | ---- | ---- | ------ | ------------ |
| 2/9/2000   | 日本     | 札幌 | 草1800 |      | 3歲新馬            | 53   | 千田輝彥 | 6    | 8    | 1    | 1:52.0 | （高野名駿） |
| 23/9/2000  | 日本     | 札幌 | 草1800 | GIII | 札幌三歲錦標       | 53   | 千田輝彥 | 7    | 13   | 1    | 1:49.6 | （高野名駿） |
| 23/12/2000 | 日本     | 阪神 | 草2000 | GIII | 短波電台盃三歲錦標 | 54   | 角田晃一 | 4    | 12   | 2    | 2:01.2 | 愛麗速子     |
| 4/2/2001   | 日本     | 東京 | 草1800 | GIII | 共同通信盃         | 56   | 角田晃一 | 8    | 12   | 1    | 1:47.9 | Pregio       |
| 15/4/2001  | 日本     | 中山 | 草2000 | GI   | 皋月賞             | 57   | 角田晃一 | 1    | 18   | 3    | 2:00.6 | 愛麗速子     |
| 27/5/2001  | 日本     | 東京 | 草2400 | GI   | 東京優駿           | 57   | 角田晃一 | 18   | 18   | 1    | 2:27.0 | （烈焰快駒） |
| 19/8/2001  | 日本     | 札幌 | 草2000 | GII  | 札幌紀念           | 54   | 角田晃一 | 7    | 9    | 3    | 2:00.5 | Air Eminem   |
| 21/10/2001 | 日本     | 京都 | 草3000 | GI   | 菊花賞             | 57   | 角田晃一 | 13   | 15   | 4    | 3:07.6 | 曼城茶座     |
| 25/11/2001 | 日本     | 東京 | 草2400 | GI   | 日本盃             | 55   | 柏兆雷   | 6    | 15   | 1    | 2:23.8 | （好歌劇）   |
| 17/3/2002  | 日本     | 阪神 | 草3000 | GII  | 阪神大賞典         | 58   | 小牧太   | 8    | 9    | 2    | 3:08.2 | 成田路       |
| 28/4/2002  | 日本     | 京都 | 草3200 | GI   | 春季天皇賞         | 58   | 武豐     | 7    | 11   | 2    | 3:19.5 | 曼城茶座     |
| 24/11/2002 | 日本     | 中山 | 草2200 | GI   | 日本盃             | 57   | 武豐     | 10   | 16   | 5    | 2:12.5 | 飛霸         |
| 22/12/2002 | 日本     | 中山 | 草2500 | GI   | 有馬紀念           | 57   | 藤田伸二 | 9    | 14   | 7    | 2:33.9 | 吉兆         |

a 由2001年開始，日本跟隨國際馬齡顯示標準，以實歲標記馬匹

## 退役後
退役後，森林寶穴成為了配種馬，於北海道早來町（今安平町）社台Stallion Station休養，在2003年進行配種，日本配種季完結後，亦會前往澳洲及新西蘭穿梭配種。首批子嗣於2004年出生。首批子嗣可於2006年出賽。11月18日，Fusaichi Ho O在東京體育盃兩歲錦標取勝，成為首匹勝出分級賽的子嗣。2007年12月2日，出類拔萃於阪神兩歲牝馬錦標取勝，成為首匹勝出一級賽的森林寶穴子嗣。
2012年12月其被轉移至北海道日高町育馬者Stallion Station，於2013年在此地繼續進行配種工作。
2020年其由配種馬退役，繼續於育馬者Stallion Station以功勞馬身份進行養老生活；2021年3月2日，其於養老地因衰老以23歲之齡死亡。

### 主要子嗣

#### 一級賽優勝子嗣
粗體字為一級賽
2004年生
- 美酒皇后（女皇伊利沙伯二世盃）
- 網絡電郵（春季天皇賞）

2005年生
- 出類拔萃（阪神兩歲牝馬錦標、優駿牝馬）
- 功夫巨星（菊花賞，京都大賞典）
- Jungle Rocket（ 新西蘭橡樹大賽）

2006年生
- 東瀛佐敦（阿根廷共和國盃、美國賽馬會盃、札幌紀念、秋季天皇賞）

2008年生
- Aventura（皇后錦標、秋華賞）

2010年生
- 得獎者（天狼星錦標、名古屋大賞典、天蠍錦標、日本電視盃、日本育馬場盃經典賽）

2012年生
- 故土真情（全日本兩歲優駿）

#### 分級賽優勝子嗣
2004年生
- Fusaichi Ho O（東京體育盃兩歲錦標、日經電台盃兩歲錦標、共同通信盃）
- 東瀛隊長（雅靈頓盃、函館紀念）
- 好運卡達（京都新聞盃、中京紀念、札幌紀念）

2005年生
- Le Lupin Bleu（妖精錦標）

2006年生
- Schon Wald（每日盃兩歲錦標）

2007年生
- 杏仁佳釀（每日盃皇后盃、皇后錦標）
- 大和飛鷹（兩次福島紀念）

2008年生
- 綠油油（產經賞、美國賽馬會盃）
- 百寶袋（函館兩歲錦標）

2009年生
- Air Saumu（鳴尾紀念、每日王冠）

2010年生
- Tyrian Purple（新潟跳欄錦標）
- 雞蛋甜酒（函館紀念）

2014年生
- Mozu Attraction（榆樹錦標）

2015年生
- 山嶺寶穴（新潟大賞典）

## 血統簡介
父系東來兵為愛爾蘭生產的意大利賽駒，曾勝出凱旋門大賽，退役後於日本配種，和週日寧靜、百仁時間並称为「改變日本賽馬的三匹種馬」。祖父Kampala爲英國賽駒，生涯戰績不俗，曾勝出三級賽。
母系Dance Charmer爲美國馬匹，生涯無出賽紀錄。外祖父雷里耶夫爲加拿大著名種馬北地舞人子嗣，由於自身配種成績亦非常優秀，現已確立成一支獨立的種馬系統。

### 血統表
| 父線：Zeddaan系（Grey Sovereign系）     |                              |               |               |
| 種馬 東來兵 1983年（棗色）              | Kampala 1976年（栗色）       | Kalamoun      | Zeddaan       |
| 種馬 東來兵 1983年（棗色）              | Kampala 1976年（栗色）       | Kalamoun      | Khairunissa   |
| 種馬 東來兵 1983年（棗色）              | Kampala 1976年（栗色）       | State Pension | Only for Life |
| 種馬 東來兵 1983年（棗色）              | Kampala 1976年（栗色）       | State Pension | Lorelei       |
| 種馬 東來兵 1983年（棗色）              | Severn Bridge 1965年（棗色） | Hornbeam      | Hyperion      |
| 種馬 東來兵 1983年（棗色）              | Severn Bridge 1965年（棗色） | Hornbeam      | Thicket       |
| 種馬 東來兵 1983年（棗色）              | Severn Bridge 1965年（棗色） | Priddy Fair   | Preciptic     |
| 種馬 東來兵 1983年（棗色）              | Severn Bridge 1965年（棗色） | Priddy Fair   | Campanette    |
| 繁殖雌馬 Dance Charmer 1990年（深棗色） | 雷利耶夫 1977年（棗色）      | 北地舞人      | 新北區        |
| 繁殖雌馬 Dance Charmer 1990年（深棗色） | 雷利耶夫 1977年（棗色）      | 北地舞人      | Naltama       |
| 繁殖雌馬 Dance Charmer 1990年（深棗色） | 雷利耶夫 1977年（棗色）      | Special       | Forli         |
| 繁殖雌馬 Dance Charmer 1990年（深棗色） | 雷利耶夫 1977年（棗色）      | Special       | Thong         |
| 繁殖雌馬 Dance Charmer 1990年（深棗色） | Skillful Joy 1979年（栗色）  | Nodouble      | Noholme       |
| 繁殖雌馬 Dance Charmer 1990年（深棗色） | Skillful Joy 1979年（栗色）  | Nodouble      | Abla-Jay      |
| 繁殖雌馬 Dance Charmer 1990年（深棗色） | Skillful Joy 1979年（栗色）  | Skillful Miss | Daryls        |
| 繁殖雌馬 Dance Charmer 1990年（深棗色） | Skillful Joy 1979年（栗色）  | Skillful Miss | Poliniss      |
| 雌系：號族：11-g                        |                              |               |               |
| 五代內近親交配：無                      |                              |               |               |

## 命名由來
名字Jungle Pocket（ジャングルポケット），來自一首同名日本童謠，香港則以意譯，翻譯為「森林寶穴」。

## 外部連結
- 森林寶穴 netkeiba.com
- 森林寶穴 sportsnavi.com
- 森林寶穴 jbis.or.jp
- 森林寶穴 racingpost.com
- 血統表 （页面存档备份，存于）